# Guillermo Ortiz Camargo
Guillermo Héctor Ortiz Camargo (Ciudad de México; 25 de junio de 1939-17 de diciembre de 2009) fue un delantero de fútbol mexicano que jugó en la Copa Mundial de 1962. Jugó toda su carrera en Necaxa.

## Trayectoria
Se incorporó a su club a los 13 años porque su padre Marcial «El Ranchero» Ortiz, quien también jugaba en el Necaxa, lo ubicó en su departamento juvenil. Su debut en la Primera División Mexicana se dio en 1957 en un partido ante Atlas.

## Selección nacional
En la victoria por 2-1 sobre Holanda el 19 de abril de 1961, participó por primera vez para su selección nacional. Su primer tanto fue en la victoria por 1-0 ante Colombia el 1 de abril de 1962.
También fue convocado en el Mundial de Chile 1962, pero no fue utilizado. Marcó un doblete contra Jamaica el 28 de marzo de 1963.

### Participaciones en Copas del Mundo
| Mundial                        | Sede  | Resultado    |
| ------------------------------ | ----- | ------------ |
| Copa Mundial de Fútbol de 1962 | Chile | Primera fase |

## Palmarés

### Títulos nacionales
| Título      | Equipo | País   | Año     |
| ----------- | ------ | ------ | ------- |
| Copa México | Necaxa | México | 1959-60 |